# Weightless
Weightless is een nummer van de Amerikaanse poppunkband All Time Low uit 2009. Het is de eerste single van hun derde studioalbum Nothing Personal.
Volgens de band gaat het nummer over niet op willen groeien en voor altijd jong willen zijn. "Weightless" wist nergens een hit te worden, maar had het meeste succes in Nederland, waar het de 6e positie behaalde in de Tipparade.